# Societatea pentru Învățătura Poporului Român
Societatea pentru Învățătura Poporului Român a avut ca scop principal de a promova educația gratuită și obligatorie în toate provinciile românești.
Unii din membrii asociației Ateneul Român, înființate la 31 octombrie 1865, în acord cu programul de activitate asumat de noua instituție, au pus bazele Societății pentru învățătura poporului român. Animatorul principal a fost istoricul V. A. Urechia. Societatea s-a înființat la București, la 8 noiembrie 1866, având scopul de a organiza în diferite orașe ale țării, cursuri populare pentru combaterea analfabetismului, biblioteci publice și școli normale pentru pregătirea învățătorilor rurali. La București, funcționa o secție centrală, primul președinte al Societății fiind Scarlat Rosetti. La Iași, secția Societății a luat ființă la 4 decembrie 1866. În comitetul de conducere al Societății din Iași amintim ca președinte pe Anastasie Fătu, secretar Petru Poni . În scurt timp numărul membrilor a crescut, ajungând în 1871 la numărul de 300. Printre activitățile Societății se poate enumera și tipărirea Abecedarului lui Ion Creangă, acesta fiind și unul dintre membrii fondatori. De asemenea, datorită diverșilor susținători, Societatea a avut un fond permanent din care erau ajutați elevii săraci din județul Iași. A fost desființată în 1948, odată cu instaurarea regimului comunist.
În 1886, la Tipografia Naționala din Iași a fost publicată o broșură de 16 pagini intitulată „Statutele Societății pentru Învățătura Poporului Român din orașul și județul Iașii.” 
Între iunie 1887 și iunie 1888 președinte al Societății pentru Învățătura Poporului Român a fost Gheorghe Chițu.

## Precursori
La 8 august 1839, din inițiativa lui Ion Ghica, Alexandru G. Golescu și Dumitru Brătianu, aflați la studii la Paris, a luat ființă Societatea pentru învățătura poporului român.
În martie 1870 a apărut la București revista culturală Societatea pentru învățătura poporului român, editată lunar, cu întreruperi. Ultima ediție: mai 1872. Au colaborat Constantin Esarcu, Gheorghe Sion, Barbu Constantinescu, Bonifaciu Florescu.